# Vilania Eterna
Vilania Eterna (conforme tradução no Brasil; no original em inglês:  Forever Evil) é um crossover de história de quadrinhos, publicada pela DC Comics nos EUA, que começou em setembro de 2013 e terminou em maio de 2014, consistindo em uma minissérie principal homônima escrita por Geoff Johns com arte de David Finch. É a primeiro grande crossover da fase "Os Novos 52!" e o maior evento da Editora das Lendas em 2014, tendo como foco os vilões do Universo DC.
A minissérie gira em torno dos eventos após "A Guerra da Trindade". Johns revelou em agosto de 2013, que o Sindicato do Crime, uma versão maligna da Liga da Justiça da Terra-3 no Multiverso, são os verdadeiros vilões do evento e não a Sociedade Secreta de Supervilões, como se pensava.
O evento foi originalmente programado para terminar em março na Forever Evil #7 (Vilania Eterna nº 7), mas acabou sendo adiado pra abril, e adiado novamente, terminando assim em maio de 2014. A edição saiu atrasada, pois o roteirista Geoff Johns percebeu que precisava de mais páginas para concluir a história do que ele havia previsto inicialmente.

## Prólogo
No final dos acontecimentos da saga "A Guerra da Trindade", o líder da Sociedade Secreta de Supervilões então revelado como sendo Renegado (Alfred Pennyworth da Terra-3) usou a Caixa de Pandora parar abrir um portal entre a Terra-3 e a Terra-0, permitindo assim a chegada em nosso mundo do Sindicato do Crime, um grupo de vilões da Terra-3 que é formada por Ultraman, Super-Mulher (ou Superwoman), Coruja (ou Homem-Coruja), Relâmpago (Johnny Quick), Anel Energético, e Morte Nuclear. Além destes também fazem parte do Sindicato do Crime, Atômica (que estava infiltrada como espiã nas três Ligas com a identidade de Átomo) e um vírus de computador senciente formado pela separação das próteses do Cyborg do corpo humano de Victor Stone chamado de Rede (Grade ou Grid). Após atacar e vencer as três Ligas da Justiça — a Liga da Justiça, Liga da Justiça da América e Liga da Justiça Sombria — que estavam enfraquecidas por um batalha anterior, o Sindicato do Crime impôs seu domínio sobre a Terra.

## Sinopses

### História principal
Ao tentar negociar a compra das Indústrias Kord numa reunião com o CEO Thomas Kord, Lex Luthor vê seu helicóptero cair repentinamente, ao levantar-se dos destroços, ele testemunha Ultraman entrando em um prédio da LexCorp à procura de Kryptonita. Ultraman pede a Rede que localize outros locais, enquanto Rede faz cortes das redes de energia das grandes cidades, e coordena a libertação de todos os prisioneiros das prisões sobre-humanas do mundo. Retornando a Gotham City vindo de Chicago, Asa Noturna é capturado por Super-Mulher e Coruja. Em Central City, a Galeria de Vilões tentam invadir a Penitenciária Iron Heights para libertar o Trapaceiro, quando são interrompido por Relâmpago, que liberta todos os prisioneiros, enquanto Morte Nuclear e Anel Energético se infiltram em Belle Reve. Nas ruínas da Torre de Vigilância da Liga da Justiça, o Sindicato do Crime apresenta o Tridente do Aquaman, o Laço da Verdade da Mulher-Maravilha e a Capa do Superman como prova de que a Liga da Justiça está morta. Durante a transmissão para o mundo, Super-Mulher revela ao mundo que o Asa Noturna é Dick Grayson. Ao ser afetado pelo sol nascente, Ultraman move a lua criando um eclipse solar.
No interior da LexCorp, Lex Luthor liberta o Indivíduo B-0 (Bizarro), uma cópia imperfeita feita do Superman. Na Torre de Vigilância da Liga da Justiça, Rede informa Ultraman que há uma revolta em Kahndaq, exigindo a sua atenção e que o Galeria de Vilões se recusa a aderir ao Sindicato do Crime. Ultraman diz a Rede para enviar Morte Nuclear e Anel Energético para cuidar da Galeria de Vilões, e antes de sair, verifica o prisioneiro que eles trouxeram da Terra-3. Coruja e Super-Mulher dizem que ele deveria ser morto, mas Ultraman se recusa, alegando que podem precisar dele. Coruja então pede que Grayson fique vivo, mas Ultraman e Renegado discordam, sabendo que ele não é o Dick Grayson que conheciam da Terra-3. Depois que Ultraman sai, Super-Mulher, que está tendo um caso com Coruja, revela-lhe que está grávida, e os dois tramam derrubar Ultraman e assumir o controle do Sindicato do Crime. Os Novos Titãs chegam à Torre de Vigilância da Liga da Justiça para atacar o Sindicato do Crime e são derrotados por Relâmpago e Atômica, que os jogam em um buraco no tempo. Em Detroit, nos Laboratórios da STAR, Dr. Silas Stone e o Dr. Thomas Morrow permanecem na Sala Vermelha para proteger sua tecnologia e pesquisa, quando de repente, surge Batman e Mulher-Gato com um Cyborg gravemente ferido, sendo os três os únicos que sobreviveram ao ataque inicial do Sindicato.
Batman explica que após a chegada do Sindicato do Crime, Morte Nuclear atacou Nuclear e expôs a matriz que liga Ronnie Raymond e Jason Rusch, aprisionando todos, com exceção de Batman, Mulher-Gato e Cyborg. Enquanto o Dr. Stone e Dr. Morrow se preparam para estabilizar Cyborg, Batman descobre que a identidade de Asa Noturna foi exposta e sai em sua busca. Em Metrópolis, Luthor se conecta a um dos seus satélites para localizar o Sindicato do Crime, e encontra Ultraman evitando a luz solar direta após vencer uma luta e jogar o derrotado Adão Negro no oceano. Em Central City, Morte Nuclear e Anel Energético enfrentam a Galeria de Vilões. Anel Energético ataca Capitão Frio e tem sua mão congelada. Morte Nuclear então ataca o Capitão Frio e tira os poderes de congelamento do seu DNA. Mestre dos Espelhos (Scudder) tenta fugir com a Galeria de Vilões através do Mundo dos Espelhos, mas Anel Energético destrói o espelho, fazendo com que a Galeria de Vilões seja separada. Capitão Frio acaba em um local ao lado de Luthor e Bizarro, onde são unidos por Arraia Negra, que resgatou Adão Negro do oceano depois que esse foi derrotado por Ultraman. Os cinco então formam a Liga da Injustiça.
Batman leva Mulher-Gato para a Batcaverna, onde mostra a ela seus planos de contingência para derrubar cada membro da Liga da Justiça no caso das coisas saírem de controle, dessa forma vai trabalhar nos planos em cada uma das contrapartes da Terra-3, inclusive na dele mesmo. Em Metrópolis, Lex tenta ressuscitar Adão Negro, enquanto o Capitão Frio tenta construir para si uma arma congelante. Nos Desertos de Sal de UTAH, Super-Mulher encontra Ultraman tirando a Kryptonita de Metallo, e diz-lhe que está grávida de seu filho, e que Coruja está planejando derrubar Ultraman e montar sua própria equipe, incluindo o Asa Noturna. Em Central City, Ultraman pede para Morte Nuclear destravar a habilidade do Nuclear de transmutar elementos em Kryptonita, e deixa Anel Energético pra cuidar do Capitão Frio. Após ser abandonado pelo Professor Stein, Anel Energético, com medo de ir sozinho pois seu anel precisa ser carregado, pede para Rede mandar Relâmpago e Atômica para ajudá-lo o mais rápido possível, só que tem o pedido negado pelo andróide. Luthor leva seu grupo através dos esgotos e invade as Empresas Wayne quando são surpreendidos por Batman e Mulher-Gato. Pouco depois, Anel Energético com ajuda de alguns vilões que aderiram ao Sindicato do Crime chegam e atacam Batman e Luthor. Batman então decide usar o seu plano de contingência para o Lanterna Verde, e coloca um anel de poder da Tropa Sinestro. No entanto, Anel Energético consegue remover e destruir o anel amarelo de Batman, quando de repente, atraído pelo anel amarelo, surge Sinestro.
Sinestro persegue Anel Energético através dos esgotos, cortando seu braço direito, permitindo que o anel procure um novo hospedeiro. Antes de morrer, ao notar que estará finalmente livre, Anel Energético agradece a Sinestro e é incinerado. Luthor, ao lado de sua equipe, Batman e Mulher-Gato conseguem vencer a maioria dos membros da Sociedade Secreta de Supervilões e convencem o Exterminador a juntar-se a sua causa. Ultraman e Super-Mulher vão à Batcaverna para roubar o anel de Kryptonita, quando são informados pelo Coruja que Batman o levou consigo. Rede interrompe os três vilões informando-os da morte de Anel Energético e acrescentou dizendo que o anel, após deixar o corpo de Harold, se reiniciou buscando um novo dono e liberando um pulso de energia que pode ser percebido por todo o multiverso. Ultraman ordena então um reagrupamento do Sindicato do Crime. Em York, Maine, Ultraman mostra ao Sindicato do Crime que o ser que destruiu seu mundo os encontrou.
Batman, Mulher-Gato, Lex Luthor e sua equipe — Exterminador, Capitão Frio, Arraia Negra, Adão Negro e Sinestro — invadem o satélite caído da Liga da Justiça que atualmente serve de base para o Sindicato do Crime à procura de Dick Grayson e do Sindicato. Ultraman pede a Morte Nuclear que feche a fenda criado pelo anel na busca do novo hospedeiro. Rede informa a Renegado da intrusão. Renegado informa a Coruja, e este ordena que ele vá proteger Grayson, só que o mordomo desobedece as ordens do patrão e vai para proteger o prisioneiro encapuzado, e acaba sendo morto por Arraia Negra. Batman, Luthor, Mulher-Gato, e B-0, que agora se chama "Bizarro", encontram Asa Noturna em uma máquina Apokoliptiana chamada de "Máquina Assassina", projetada nos Laboratórios S.T.A.R. para conter o Apocalypse e ser um dispositivo inescapável. O restante dos membros do Sindicato do Crime (Ultraman, Coruja, Super-Mulher, Relâmpago, Rede, Morte Nuclear e Atômica) retornam para a Torre de Vigilância e atacam Sinestro, Exterminador e Adão Negro. Asa Noturna diz a Batman que o detonador da máquina só vai parar se o coração dele parar. Em outra parte da Torre, Capitão Frio e Arraia Negra desmascaram o preso e retiram a fita da sua boca, e então são atacados por Relâmpago e Atômica. Capitão Frio congela e quebra a perna de Relâmpago. Retornando a Grayson, Luthor impede Batman de continuar tentando salvar Grayson, e sufoca Asa Noturna para salvar a vida dos demais do grupo. Com Grayson morto, Batman ataca furiosamente Luthor, que tenta argumentar com o Homem-Morcego que ele tem tudo sob controle. No mesmo instante em outro local, o prisioneiro então é revelado como Alexander Luthor da Terra-3. Quando ele grita "Mazahs!", um relâmpago negro transforma Alexander no maligno Mazahs (uma versão do Shazam da Terra-3). Mazahs — que possui poderes similares aos do Shazam, ainda absorve as habilidades dos meta-humanos que assassina — quebra o pescoço de Relâmpago e toma suas habilidades.
Lex Luthor explica a Batman que não matou o Asa Noturna, apenas deu uma pílula cardioplégica (droga que paralisa momentaneamente os músculos cardíacos em volta do coração), assim o coração dele pararia e desativaria a máquina da morte. Luthor aplica uma dose de adrenalina reanimando Grayson no exato momento que Cyborg aparece e destrói Rede, juntando-se aos heróis. Durante a distração, Lex Luthor rouba o Anel Amarelo do Cavaleiro das Trevas. Super-Mulher revela a Ultraman e Morte Nuclear que o pai de seu filho na verdade é Alexander Luthor, e que está ao lado dele somente porque ele é mais forte que Ultraman, pois seu filho deve ser protegido a qualquer custo. Cyborg dá a Batman o Laço da Mulher-Maravilha e explica que o Caçador de Marte disse a Trevor que somente alguém com forte ligação emocional com a Mulher-Maravilha poderia romper o elo psíquico do Nuclear e libertar os membros da Liga. Mazahs então enfrenta Ultraman, deixando-o inconsciente. Super-Mulher usa seu laço em Morte Nuclear, deixando ele vulnerável para que Mazahs mate Stein e tome suas habilidades. Capitão Frio explica a Luthor o que aconteceu na sala e como surgiu Mazahs, então Mazahs surge e acerta Luthor em cheio. Bizarro ataca Mazahs, mas acaba sendo morto. Adão Negro grita "Shazam!" e a tempestade acerta a Super-Mulher. Adão Negro e Sinestro não tem sucesso na sua investida contra Mazahs, que ataca furiosamente Luthor. Ao perceber que ambos tem a mesma voz, Lex grita "Mazahs!" (Shazam! ao contrário) invocando o relâmpago negro que transforma Mazahs em Alexander Luthor. Lex assim esfaqueia e mata Alexander antes que ele possa se transformar novamente em Mazahs. Ultraman ataca Luthor, mas Adão Negro e Sinestro movem a lua, parando assim o eclipse e deixando Ultraman vulnerável a luz solar direta. No mesmo instante em outro local, Batman usando o laço da verdade da Mulher-Maravilha consegue libertar as Ligas da Justiça aprisionadas. Atômica reaparece debaixo de escombros e acaba sendo esmagada por Luthor. Luthor vai ao encontro dos heróis da Liga da Justiça e salva Superman removendo a lasca de Kryptonita colocada em seu cérebro por Atômica. Após serem reconhecidos pela Liga da Justiça por salvarem o mundo, os vilões tem suas acusações pendentes colocadas em xeque, em certas condições podendo ser apagadas por completo. Sinestro e Adão Negro saem rindo pois para eles isso não importava. Em outra parte, Batman vendo que a identidade do Asa Noturna foi revelada o incube de uma missão extremamente perigosa. No prédio principal da Lexcorp, Luthor recebe Ted Kord (Besouro Azul), herdeiro das Indústrias Kord, que vem vender a empresa do falecido pai, porém, ao invés de comprá-la, Lex decide encorajar o rapaz a dirigir a herança. Flash e Cyborg vasculham atrás do rastro de Mulher Elementar e Vibro. Ultraman e Super-Mulher foram capturados, e Coruja continua sumido, enquanto isso, Lex inicia o processo para criar um clone de Bizarro e descobre que Bruce Wayne é o Batman. Superman acredita que o ser que destruiu o lar do Sindicato do Crime e que fez a Liga se unir pela primeira vez é Darkseid, e que ele está voltando. Quando na verdade o destruidor da Terra-3 foi o Anti-Monitor, que vem consumido universos para então poder ressuscitar Darkseid.

### Vilania Eterna: A.R.G.U.S.
O Coronel Steve Trevor acorda nos restos do que antes era a o Q.G. da A.R.G.U.S. em Washington, D.C e descobre através de sua secretária, Etta Candy, que a destruição do Q.G. foi causado por uma enorme onda de energia liberada pelo corpo do Dr. Luz e que a A.R.G.U.S. e os seus agentes foram completamente expostos. Depois de ver as transmissões do Sindicato do Crime, Trevor descobre que o Presidente está em perigo, e que ele tem a chave que ajudará a A.R.G.U.S. a se reerguer novamente, e segue rumo a Casa Branca, onde se depara com a Ladra das Sombras (Shadow Thief), Exterminador (Deathstroke) e Cobra Venenosa (Copperhead). Trevor consegue escapar com o Presidente depois do ataque da Sociedade Secreta e retornam ao Q.G. da A.R.G.U.S. Trevor usa a chave do Presidente para acessar a Sala Verde e manter o Presidente e Candy seguros, e segue em direção a Sala Maravilha, onde estão reunidas lembranças do seu passado com a Mulher-Maravilha. Lá ele encontra as Moiras e faz um acordo com elas para localizar os membros desaparecidos da Liga da Justiça. Depois de trocar memórias dele do seu tempo com a Mulher-Maravilha, as Moiras transportam Trevor para a cabana do Dr. Martin Stein, onde a Nevasca também se encontra. Ambos revelam que precisam da ajuda do Dr. Stein para encontrar e ajudar o Nuclear. Stein revela que a matriz, caso não seja encontrada, vai sobrecarregar e explodir causando um segundo big bang. Em outro lugar dentro da Sala Verde, Candy começa a descobrir sobre a fundação da A.R.G.U.S., enquanto que o Dr. Luz aparece em Los Angeles onde é encontrado por pessoas que se identificam como os Homens Escarlates. Os membros da Sociedade Secreta tentam comunicar-se com a Nevasca, e usam suas moedas de comunicação para localizar a cabana do Dr. Stein. Depois de fugir do ataque da Sociedade Secreta, Dr. Stein leva Trevor e Nevasca para um porão secreto onde ele guarda teletransportadores não licenciados, e usa eles para transportá-los para a estação da A.R.G.U.S. em Detroit conhecida como "Circo". Nela, elas encontram agentes da A.R.G.U.S. que permitem que Trevor fale com uma das prisioneiras, Psi, para que ela perturbe psicologicamente a matriz do Nuclear para libertar a Liga da Justiça. Depois de ser tocado por Psi, Trevor descobre que vai precisar do laço da verdade da Mulher-Maravilha que está em posse da Mulher-Leopardo. Na Sala Verde, o Presidente e um "Sr. Verde" dialogam sobre uma promoção para Candy. Nevasca que está enfraquecendo devido o desaparecimento do Nuclear, ajuda Trevor à localizar a Mulher-Leopardo; só que, acabam sendo atacados e capturados por feras do zoológico. Mulher-Leopardo usa o laço no Trevor, e este acaba assumindo o controle do laço, pois, o laço é controlado pelo que tem o coração mais puro. Em outro lugar, os Homens Escarlates levam o Dr. Luz para uma local secreto e prometem torná-lo novamente humano em troca de informações sobre Trevor. Dr. Luz consegue encontrar Trevor depois que este conseguiu derrotar Mulher-Leopardo e seu bando de feras do zoológico. Trevor e Nevasca lutam com o Dr. Luz, e Trevor usa o laço para forçar Light a saber que está morto e se teletransportar. O Caçador de Marte consegue contactar com Steve e pede que ele ajude a salvar a Liga da Justiça. Em outra parte, na Sala Verde, o "Sr. Verde" revela a história da A.R.G.U.S. e revela ser um membro dos Homens Escarlates, e que vão remodelar a A.R.G.U.S. através de Trevor e Candy.

### Vilania Eterna: A Rebelião dos Vilões
Depois de libertar o Trapaceiro e participar da reunião na Torre de Vigilância da Liga da Justiça, a Galeria de Vilões retornam pra Central e Keystone City, onde se deparam com a destruição total feita pelo Gorilla Grodd, que resolveu tomar o controle de Central City como rei e renomeou-a como Gorilla City. O Capitão Frio pede ajuda ao Mestre dos Espelhos para chegar ao hospital onde sua irmã, a Patinadora está em coma, e protegê-la. O Sindicato do Crime envia membros da Sociedade Secreta pra concluir o trabalho de Grodd e destruir o hospital. A Galeria consegue impedi-los e são surpreendidos pela chegada do Morte Nuclear e Anel Energético, que foram enviados por Ultraman para lidar com a Galeria por causa da recusa à oferta de se unir ao Sindicato do Crime. Durante a luta com Morte Nuclear e Anel Energético, o Capitão Frio acaba se separando do restante da Galeria de Vilões. A Galeria, agora sob o comando do Mestre dos Espelhos, aparecem em Metrópolis e são confrontados pelo Arqueiro. Trapaceiro consegue detê-lo, quando de repente, surge o Parasita motivado pela recompensa que o Sindicato do Crime colocou pela cabeça da Galeria. Incapaz de detê-lo, o Mestre dos Espelhos leva a Galeria através do mundo dos espelhos para escapar e acabam em Gotham City onde são surpreendidos pela Hera Venenosa. Hera Venenosa envenena com um beijo o Trapaceiro e força o Mago do Tempo a acabar com o eclipse para que suas plantas recebam a luz solar. Como o Mago do Tempo não consegue, o Mestre dos Espelhos resolve construir algo, e depois de ter todas as peças, entra no mundo dos espelhos e traz a luz solar de volta às plantas da Hera Venenosa. A luz solar atrai os Homens-Morcegos para a localização da Galeria, o Mago do Tempo acaba sendo levado e adentram no território do Sr. Frio e do Cara-de-Barro. O Sr. Frio diz ao Mestre dos Espelhos que não está interessado na recompensa, apenas deseja que o Mago do Tempo crie condições para que ele possa congelar Gotham. Enquanto a Galeria luta contra os dois, o Máscara Negra chega e captura a Galeria pela recompensa. O Trapaceiro, que tinha sido separado dos outros, surge numa van do Arkham. Como a perseguição continua, o Onda Térmica resolve se sacrificar para permitir que o restante da Galeira consiga escapar. Só que, eles são surpreendidos pela Gangue Royal Flush que mantêm a Patinadora como prisioneira. Enquanto são levados pela Gangue, a Galeria consegue ser libertada pelo Mago do Tempo, que acaba sendo acusado pelo Mestre dos Espelhos, pois, por causa dessa ação a Patinadora agora será morta. Mestre dos Espelhos e o Trapaceiro resolvem ir ao esconderijo da Gangue para se renderem. Só que, acabam usando construtos (cópias) do Mestre dos Espelhos para distraí-los, enquanto o Trapaceiro resgata a Patinadora e a traz em segurança para o Flautista. O Trapaceiro volta e ajuda o Mestre dos Espelhos, e acabam sendo confrontados por Relâmpago e Atômica. A dupla quase derrota o Mestre dos Espelhos e o Trapaceiro, quando então surge o Mago do Tempo. A Gangue Royal Flush consegue atingir o Mago do Tempo, enquanto isso, Rede teletransporta para outro lugar Relâmpago e Atômica e deixa membros da Sociedade Secreta e Grodd em seu lugar. O Flautista deixa de proteger a Patinadora e junta-se a Galeria na luta contra Grodd e os membros da Sociedade. Quando estão quase derrotados, a Patinadora, que acordou ao som da música do Flautista, surge para comandar a Galeria. Juntos, eles jogam Grodd e os membros da Sociedade no mundo dos espelhos, permitindo assim que Central City possa ser reconstruída.

## Títulos originais

### Títulos principais
- Forever Evil — Uma minissérie de 7 edições de Geoff Johns e David Finch, focando nos vilões do Universo DC e no Sindicato do Crime tomando para si o controle da Terra-0. A edição final da série, que tinha data de saída para o final de Março de 2014, foi adiada até Maio de 2014.[26]

Em Outubro de 2013, três das seis conexões principais da minissérie foram lançadas:
- Forever Evil: A.R.G.U.S. de Sterling Gates, Philip Tan, Neil Edwards, Javier Pena, Jason Paz e Jay Leisten, focado em Steve Trevor e em seleto grupo de agentes da A.R.G.U.S. na busca pelas Ligas da Justiça e na caçada à membros do Sindicato.[28][29]
- Forever Evil: Arkham War de Peter Tomasi, Scot Eaton e Jaime Mendoza, focado nos vilões do Batman.[30]
  - O one-shot de conclusão, Forever Evil Aftermath: Batman vs. Bane, de Peter Tomasi, Scot Eaton, Jaime Mendoza e Scott Hana, lançado em Abril de 2014.[31]
- Forever Evil: Rogues Rebellion de Brian Buccellato, Patrick Zircher e Scott Hepburn, focado na Galeria de Vilões.[30]

### Conexões
Além da série principal, várias série regulares ligadas ao evento principal de Forever Evil foram lançados a partir de Outubro de 2013. Foram elas:
- Justice League #24-29 de Geoff Johns, Ivan Reis e Joe Prado, que se passa concomitante aos eventos de Forever Evil, sendo destacado o Sindicato do Crime e mostrando o retorno de alguns heróis ao Universo DC no final de "Forever Evil".[30]
- Justice League of America #8-13 de Matt Kindt, Doug Mahnke, Christian Alamy, Eddy Barrows e Eber Ferreira, com enfoque no destino das Ligas da Justiça.[30]
- Suicide Squad #24-29 de Matt Kindt e Patrick Zircher

Teen Titans #24-25 deveria sair como conexão ao evento, mas, após a seu lançamento, não houve enfoque ao evento principal, centrando-se nas viagens individuais dos Tiãs, como resultado do que houve em Forever Evil #2. Justice League #30, Justice League of America #14, e Suicide Squad #30, não fizeram parte do evento principal, mas apresentaram a menção "Forever Evil" em suas capas e acabaram por tratar das consequências do evento.

### Títulos: "Villains Month"
Para o mês de Setembro, em relação com Vilania Eterna (Forever Evil), cerca de um terço dos títulos regulares na época publicaram várias edições do "Mês dos Vilões" (Villains Month"), enquanto os demais ignoraram a publicação. Todos os títulos utilizaram o sistema do "ponto", em substituição ao sistema de numeração atual, que retornou em Outubro de October 2013. Os títulos eram conhecidos tanto por seu título de publicação normal, como pelo título "Mês dos Vilões" (Villains Month"). Cada revista possuía capa com movimentos lenticular 3D cobrindo tanto a parte frontal como a traseira do título. A DC também lançou versões com capa em 2D.
| Lista de títulos de "Mês dos Vilões" ("Villains Month")                                                   | Lista de títulos de "Mês dos Vilões" ("Villains Month") | Lista de títulos de "Mês dos Vilões" ("Villains Month") | Lista de títulos de "Mês dos Vilões" ("Villains Month") | Lista de títulos de "Mês dos Vilões" ("Villains Month")                   | Lista de títulos de "Mês dos Vilões" ("Villains Month") |
| --- | ------------------------------------------------------- | ------------------------------------------------------- | ------------------------------------------------------- | ------------------------------------------------------------------------- | ------------------------------------------------------- |
| Nota: Negrito indica os títulos que giram em torno de Forever Evil #1 ou alinhados ao Sindicato do Crime. |                                                         |                                                         |                                                         |                                                                           |                                                         |
| Título regular                                                                                            | Título regular                                          | Título(s) do "Mês dos Vilões" ("Villains Month")        | Roteirista(s)                                           | Artista(s)                                                                | Ref.                                                    |
| Action Comics                                                                                             | #23.1                                                   | Cyborg Superman #1                                      | Michael Alan Nelson                                     | Mike Hawthorne                                                            | [ 38 ]                                                  |
| Action Comics                                                                                             | #23.2                                                   | Zod #1                                                  | Greg Pak                                                | Ken Lashley                                                               | [ 38 ]                                                  |
| Action Comics                                                                                             | #23.3                                                   | Lex Luthor #1                                           | Charles Soule                                           | Raymund Bermudez                                                          | [ 38 ]                                                  |
| Action Comics                                                                                             | #23.4                                                   | Metallo #1                                              | Sholly Fisch                                            | Steve Pugh                                                                | [ 38 ]                                                  |
| Aquaman                                                                                                   | #23.1                                                   | Black Manta #1                                          | Geoff Johns e Tony Bedard                               | Claude St. Aubin                                                          | [ 39 ]                                                  |
| Aquaman                                                                                                   | #23.2                                                   | Ocean Master #1                                         | Geoff Johns e Tony Bedard                               | Geraldo Borges e Ruy Jose                                                 | [ 39 ]                                                  |
| Batman | #23.1                                                   | Joker #1                                                | Andy Kubert                                             | Andy Clarke                                                               | [ 40 ]                                                  |
| Batman | #23.2                                                   | Riddler #1                                              | Scott Snyder e Ray Fawkes                               | Jeremy Huan                                                               | [ 40 ]                                                  |
| Batman | #23.3                                                   | Penguin #1                                              | Frank Tieri                                             | Christian Duce                                                            | [ 40 ]                                                  |
| Batman | #23.4                                                   | Bane #1                                                 | Peter Tomasi                                            | Graham Nolan                                                              | [ 40 ]                                                  |
| Batman and Robin                                                                                          | #23.1                                                   | Two-Face #1                                             | Peter Tomasi                                            | Guillem March                                                             | [ 41 ]                                                  |
| Batman and Robin                                                                                          | #23.2                                                   | Court of Owls #1                                        | James Tynion IV                                         | Jorge Lucas                                                               | [ 41 ]                                                  |
| Batman and Robin                                                                                          | #23.3                                                   | Ra's al Ghul and the League of Assassins #1             | James Tynion IV                                         | Jeremy Haun                                                               | [ 41 ]                                                  |
| Batman and Robin                                                                                          | #23.4                                                   | Killer Croc #1                                          | Tim Seely                                               | Francis Portela                                                           | [ 41 ]                                                  |
| Batman/Superman #3.1                                                                                      | Batman/Superman #3.1                                    | Doomsday #1                                             | Greg Pak                                                | Brett Booth e Norm Rapmund                                                | [ 42 ]                                                  |
| Batman: The Dark Knight                                                                                   | #23.1                                                   | Ventriloquist #1                                        | Gail Simone                                             | Derlis Santacruz                                                          | [ 43 ]                                                  |
| Batman: The Dark Knight                                                                                   | #23.2                                                   | Mr. Freeze #1                                           | Justin Gray e Jimmy Palmiotti                           | Jason Masters                                                             | [ 43 ]                                                  |
| Batman: The Dark Knight                                                                                   | #23.3                                                   | Clayface #1                                             | John Layman                                             | Cliff Richards                                                            | [ 43 ]                                                  |
| Batman: The Dark Knight                                                                                   | #23.4                                                   | Joker's Daughter #1                                     | Ann Nocenti                                             | Georges Jeanty                                                            | [ 43 ]                                                  |
| Detective Comics                                                                                          | #23.1                                                   | Poison Ivy #1                                           | Derek Fridolfs                                          | Javier Pina                                                               | [ 44 ]                                                  |
| Detective Comics                                                                                          | #23.2                                                   | Harley Quinn #1                                         | Matt Kindt                                              | Neil Googe                                                                | [ 44 ]                                                  |
| Detective Comics                                                                                          | #23.3                                                   | Scarecrow #1                                            | Peter Tomasi                                            | Szymon Kudranski                                                          | [ 44 ]                                                  |
| Detective Comics                                                                                          | #23.4                                                   | Man-Bat #1                                              | Frank Tieri                                             | Scot Eaton e Jamie Mendoza                                                | [ 44 ]                                                  |
| Earth 2                                                                                                   | #15.1                                                   | Desaad #1                                               | Paul Levitz                                             | Yildiray Cinar                                                            | [ 45 ]                                                  |
| Earth 2                                                                                                   | #15.2                                                   | Solomon Grundy #1                                       | Matt Kindt                                              | Aaron Lopresti e Art Thibert                                              | [ 45 ]                                                  |
| Green Arrow #23.1                                                                                         | Green Arrow #23.1                                       | Count Vertigo #1                                        | Jeff Lemire                                             | Andrea Sorrentino                                                         | [ 36 ]                                                  |
| Green Lantern                                                                                             | #23.1                                                   | Relic #1                                                | Robert Venditti                                         | Rags Morales e Cam Smith                                                  | [ 46 ]                                                  |
| Green Lantern                                                                                             | #23.2                                                   | Mongul #1                                               | Jim Starlin                                             | Howard Porter                                                             | [ 46 ]                                                  |
| Green Lantern                                                                                             | #23.3                                                   | Black Hand #1                                           | Charles Soule                                           | Alberto Ponticelli e Stefano Landini                                      | [ 46 ]                                                  |
| Green Lantern                                                                                             | #23.4                                                   | Sinestro #1                                             | Matt Kindt                                              | Dale Eaglesham                                                            | [ 46 ]                                                  |
| Justice League                                                                                            | #23.1                                                   | Darkseid #1                                             | Greg Pak                                                | Paulo Siqueria e Netho Diaz                                               | [ 47 ]                                                  |
| Justice League                                                                                            | #23.2                                                   | Lobo #1                                                 | Marguerite Bennett                                      | Ben Oliver e Cliff Richards                                               | [ 47 ]                                                  |
| Justice League                                                                                            | #23.3                                                   | Dial E #1                                               | China Mieville                                          | Multiple artists                                                          | [ 47 ]                                                  |
| Justice League                                                                                            | #23.4                                                   | Secret Society #1                                       | Geoff Johns e Sterling Gates                            | Szymon Kudranski                                                          | [ 47 ]                                                  |
| Justice League Dark                                                                                       | #23.1                                                   | The Creeper #1                                          | Ann Nocenti e Dan DiDio                                 | ChrisCross, Fabrizio Fiorentino, Tom Derenick, Wayne Faucher e Andy Owens | [ 48 ]                                                  |
| Justice League Dark                                                                                       | #23.2                                                   | Eclipso #1                                              | Dan DiDio                                               | Philip Tan e Jason Paz                                                    | [ 48 ]                                                  |
| Justice League of America                                                                                 | #7.1                                                    | Deadshot #1                                             | Matt Kindt                                              | Sami Basri, Keith Champagne, Carmen Carnero e Bit                         | [ 49 ]                                                  |
| Justice League of America                                                                                 | #7.2                                                    | Killer Frost #1                                         | Sterling Gates                                          | Derlis Santacruz                                                          | [ 49 ]                                                  |
| Justice League of America                                                                                 | #7.3                                                    | Shadow Thief #1                                         | Tom DeFalco                                             | Chad Hardin                                                               | [ 49 ]                                                  |
| Justice League of America                                                                                 | #7.4                                                    | Black Adam #1                                           | Geoff Johns e Sterling Gates                            | Jay Leisten e Gabe Eltaeb                                                 | [ 49 ]                                                  |
| Superman                                                                                                  | #23.1                                                   | Bizarro #1                                              | Sholly Fisch                                            | Jeff Johnson e Andy Smith                                                 | [ 50 ]                                                  |
| Superman                                                                                                  | #23.2                                                   | Brainiac #1                                             | Tony Bedard                                             | Pascal Alixe                                                              | [ 50 ]                                                  |
| Superman                                                                                                  | #23.3                                                   | H'El #1                                                 | Scott Lobdell                                           | Dan Jurgens e Ray McCarthy                                                | [ 50 ]                                                  |
| Superman                                                                                                  | #23.4                                                   | Parasite #1                                             | Aaron Kuder                                             | Aaron Kuder                                                               | [ 50 ]                                                  |
| Swamp Thing #23.1                                                                                         | Swamp Thing #23.1                                       | Arcane #1                                               | Charles Soule                                           | Jesus Saiz                                                                | [ 51 ]                                                  |
| Teen Titans                                                                                               | #23.1                                                   | Trigon #1                                               | Marv Wolfman                                            | Cafu                                                                      | [ 52 ]                                                  |
| Teen Titans                                                                                               | #23.2                                                   | Deathstroke #1                                          | Corey Mays e Dooma Wendschuh                            | Moritat, Angel Unzueta, Robson Rocha e Art Thibert                        | [ 52 ]                                                  |
| The Flash                                                                                                 | #23.1                                                   | Grodd #1                                                | Brian Buccellato                                        | Chris Batista e Tom Nguyen                                                | [ 53 ]                                                  |
| The Flash                                                                                                 | #23.2                                                   | Reverse-Flash #1                                        | Francis Manapul e Brian Buccellato                      | Scott Hepburn                                                             | [ 53 ]                                                  |
| The Flash                                                                                                 | #23.3                                                   | The Rogues #1                                           | Brian Buccellato                                        | Patrick Zircher                                                           | [ 53 ]                                                  |
| Wonder Woman                                                                                              | #23.1                                                   | Cheetah #1                                              | John Ostrander                                          | Victor Ibanez                                                             | [ 54 ]                                                  |
| Wonder Woman                                                                                              | #23.2                                                   | First Born #1                                           | Brian Azzarello                                         | ACO                                                                       | [ 54 ]                                                  |

### Edição de colecionador
O crossover foi coletado nos seguintes volumes:
- Forever Evil (inclui Forever Evil #1-7, 240 páginas, capa dura, 3 de Setembro de 2014)[55]
- Forever Evil: A.R.G.U.S. (inclui Forever Evil: A.R.G.U.S. #1–6, 144 páginas, capa mole, 24 de Setembro de 2014)[56]
- Forever Evil: Arkham War (inclui Forever Evil: Arkham War #1–6, Batman Vol. 2 #23.4, Forever Evil Aftermath: Batman Vs. Bane #1, 200 páginas, capa mole, 17 de Setembro de 2014)[56]
- Forever Evil: Rogues Rebellion (inclui Forever Evil: Rogues Rebellion #1–6, The Flash Vol. 4 #23.1, 160 páginas, capa mole, 24 de Setembro de 2014)[56]
- Justice League Volume 5: Forever Heroes (inclui Justice League Vol. 2 #24–29, 168 páginas, capa dura, 10 de Setembro de 2014)[55]
- Justice League of America Volume 2: Survivors of Evil (inclui Justice League of America Vol. 3 #8–14, 192 páginas, capa dura, 10 de Setembro de 2014, ISBN 978-1401247263)[55]
- Suicide Squad Volume 5: Walled In (inclui Suicide Squad Vol. 4 #24–30, Suicide Squad: Amanda Waller #1, 208 páginas, capa mole, 22 de Outubro de 2014)[57]

Os títulos do "Mês dos Vilões" ("Villains Month") de Setembro de 2013 foi coletado no seguinte volume:
- DC Comics The New 52 Villains Omnibus (inclui Action Comics Vol. 2 #23.1–23.4, Aquaman Vol. 7 #23.1–23.2, Batman Vol. 2 #23.1–23.4, Batman and Robin Vol. 2 #23.1–23.4, Batman/Superman #3.1, Batman: The Dark Knight Vol. 2 #23.1–23.4, Detective Comics Vol. 2 #23.1–23.4, Earth 2 #15.1–15.2, The Flash Vol. 4 #23.1–23.3, Green Arrow Vol. 6 #23.1, Green Lantern Vol. 5 #23.1–23.4, Justice League Vol. 2 #23.1–23.4, Justice League Dark #23.1–23.2, Justice League of America Vol. 3 #7.1–7.4, Superman Vol. 3 #23.1–23.4, Swamp Thing Vol. 5 #23.1, Teen Titans Vol. 4 #23.1–23.2, Wonder Woman Vol. 4 #23.1–23.2, 1.184 páginas, capa dura, 11 de Dezembro de 2013, ISBN 978-1-4012-4496-5)[58]

## Publicação no Brasil
A publicação de Vilania Eterna no Brasil pela Panini Comics começou em junho de 2013 e seguiu até dezembro de 2013. A saga foi acompanhada na íntegra lendo-se as revistas Liga da Justiça, Constantine, A Sombra do Batman, e a minissérie principal, Vilania Eterna, e os especiais dos vilões que começaram em junho e foram até setembro. Em 2019, a Panini anunciou a publicação de dois encadernados relacionados à saga: Vilania Eterna, contendo as revistas Forever Evil #1 a #7; e Liga da Justiça – A Liga da Injustiça, contendo Justice League #24 a #39.
| Título                    | Data da publicação               | Histórias originais |
| ------------------------- | -------------------------------- | --- |
| Monstro do Pântano 1      | Fevereiro de 2014                | Swamp Thing 23.1: Arcane #1 |
| Arqueiro Verde 8          | Abril de 2014                    | Green Arrow 23.1: Count Vertigo #1 |
| Batman 23.1–23.4          | Junho — Agosto de 2014           | Batman 23.1–23.4: Joker #1, Riddler #1, Penguin #1 e Bane #1 Batman: The Dark Knight 23.1–23.4: Ventriloquist #1, Mr. Freeze #1, Clayface #1 e Joker's Daughter #1 Batman & Robin 23.1–23.4: Two-Face #1, Court of Owls #1, Ra's al Ghul and the League of Assassins #1 e Killer Croc #1 Detective Comics 23.1–23.4: Poison Ivy #1, Harley Quinn #1, Scarecrow #1 e Man-Bat #1 |
| Constantine 5–10          | Junho — Dezembro de 2014         | Constantine 6–12 Justice League Dark 24–29 Trinity of Sin: Pandora 4-9 Trinity of Sin: The Phantom Stranger 14-17 |
| Lanterna Verde 23.1       | Junho de 2014                    | Green Lantern 23.1–23.4: Relic #1, Mongul #1, Black Hand #1 e Sinestro #1 |
| Liga da Justiça 24–29     | Junho, Agosto — Dezembro de 2014 | Justice League 23.3: Dial E #1 Justice League 24–29 Justice League America 8–13 |
| Superman 23.1–23.2        | Junho — Julho de 2014            | Action Comics 23.1–23.4: Cyborg Superman #1, Zod #1, Lex Luthor #1 e Metallo #1 Superman 23.1–23.4: Bizarro #1, Brainiac #1, H'El #1 e Parasite #1 |
| Vilania Eterna 1–7        | Junho — Dezembro de 2014         | Forever Evil 1–7 Forever Evil: Rogues Rebellion #1–6 Forever Evil: ARGUS #1–6 |
| Liga da Justiça 23.1–23.2 | Julho — Agosto de 2014           | Earth 2 15.1–15.2: Desaad #1 e Solomon Grundy #1 Justice League 23.1 e 23.4: Darkseid #1 e Secret Society #1 Justice League of America 7.1–7.4: Deadshot #1, Killer Fros #1, Shadow Thief #1 e Black Adam #1 |
| Universo DC 23.1–23.3     | Julho — Setembro de 2014         | Batman/Superman 3.1: Doomsday #1 Justice League 23.2: Lobo #1 Justice League Dark 23.1–23.2: The Creeper #1 e Eclipso #1 Aquaman 23.1–23.2: Black Manta #1, Ocean Master #1 Wonder Woman 23.1–23.2: Cheetah #1 e First Born #1 Flash 23.1–23.3: Grodd #1, Reverse-Flash #1 e The Rogues #1 Teen Titans 23.2: Deathstroke #1                                                    |
| A Sombra do Batman 25–29  | Agosto — Dezembro de 2014        | Forever Evil: Arkham War 1–6 |
| Novos Titãs 6             | Setembro de 2014                 | Teen Titans 23.2: Trigon #1 |
| Esquadrão Suicida 3       | Dezembro de 2014                 | Suicide Squad 24-30 |